# Micoud (Sainte-Lucie)
Pour les articles homonymes, voir Micoud.
Micoud est une localité de Sainte-Lucie, chef-lieu du district de Micoud.
On y trouve le sanctuaire Sainte-Lucie, une église de culte catholique considérée comme un lieu de pèlerinage.

## Personnalités liées à Micoud
- Marie Grace Augustin (1897-1996), femme d'affaires et femme politique, y est née.